# Like I Do (singel Christiny Aguilery)
„Like I Do” – piosenka hip-hopowa stworzona na ósmy album studyjny amerykańskiej piosenkarki Christiny Aguilery Liberation (2018). Powstały przy gościnnym udziale amerykańskiego rapera, GoldLinka, utwór wydany został na singlu promocyjnym 7 czerwca 2018 roku. Nagranie wyprodukował Anderson .Paak; koproducentami byli Jonathan Park (pseud. Dumbfoundead) oraz BRLLNT.
Utwór został pozytywnie oceniony przez krytyków muzycznych. Promował go wideoklip tekstowy, którego reżyserami byli Ece Gürlü i KIT Walters.
W grudniu 2018 roku nagranie uzyskało nominację do nagrody Grammy w kategorii najlepszy występ z piosenką rapowaną/śpiewaną.

## Informacje o utworze

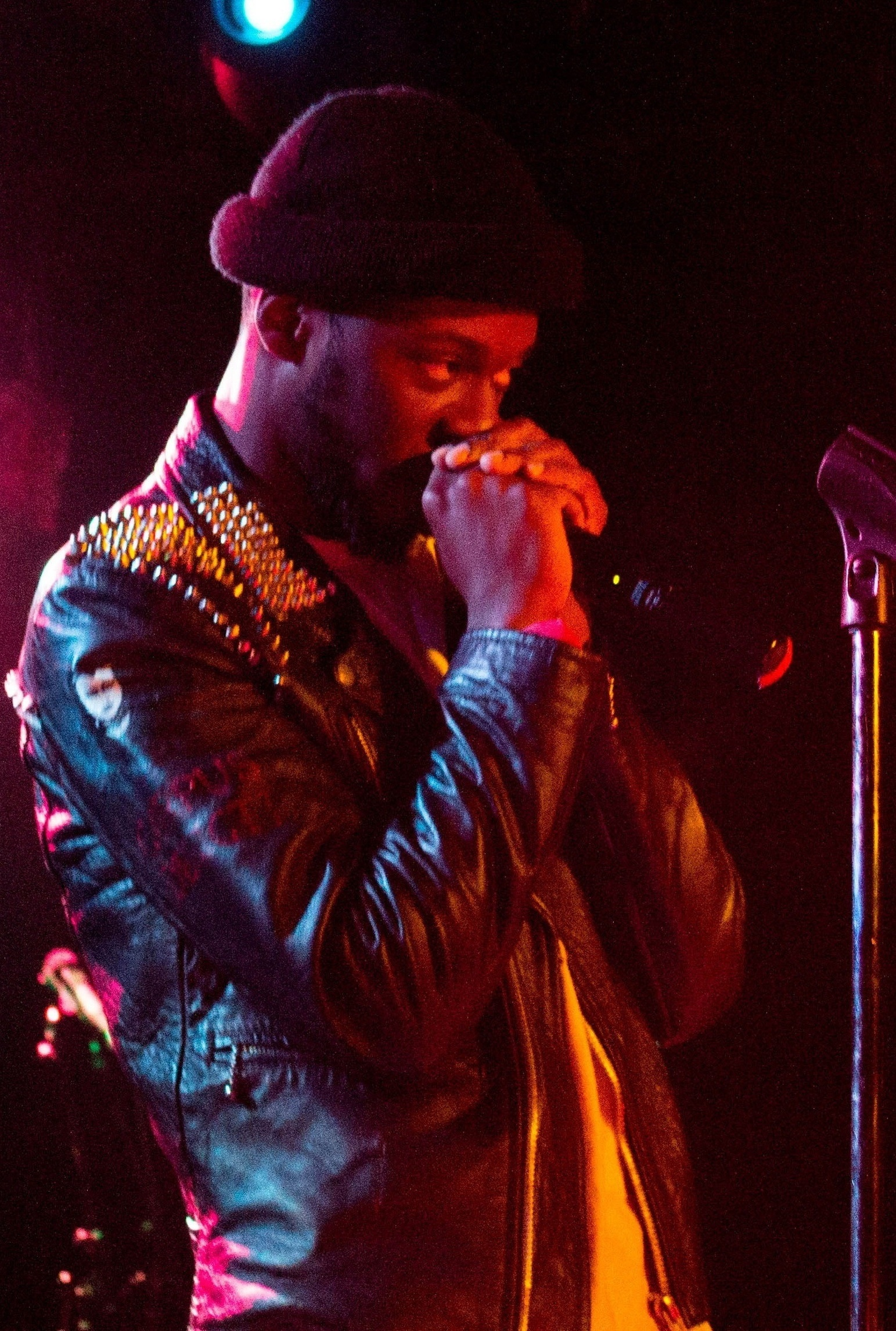
Współwykonawca piosenki, GoldLink.

„Like I Do” jest skomponowaną w średnim tempie piosenką z pogranicza hip-hopu i R&B. Na jej finalny kształt wpływ miały też takie gatunki, jak neo soul, synthpop i future garage. Dziennikarze muzyczni uznali, że utwór przynależy do podgatunku slow jam. Jeden z wersów „Like I Do” nawiązuje do postaci Marvina Gaye'a − artysty, dzięki któremu kompozycje slow jam zostały spopularyzowane w muzyce. Nagranie rozpoczyna osobliwe brzmienie instrumentów dętych połączonych z syntezatorami. Wkrótce potem rapować zaczyna GoldLink, gościnnie obecny na featuringu. Jego rap jest uwodzicielski: padają w nim takie zwroty, jak „Nigdy nie musimy iść do domu; chcę cię kochać, od stóp do głów”. GoldLink zapewnia, że przy swojej kochance czuje się „niepowstrzymany”; że wzajemnie współistnieją − on jest słońcem, a ona księżycem. W partiach raperskich padają odwołania do poprzednich singli Aguilery („Genie in a Bottle”, „Ain't No Other Man”). Następuje zwrotka Aguilery. Wokalistka, w bardzo łagodnym, ale namiętnym tonie, śpiewa o kwitnącym związku uczuciowym; jest pewna, że pełni w nim rolę dominującą. Informuje też, że jest niezależna i samowystarczalna („Robiłam to na długo przed tobą; nie potrzebuję twoich żałosnych pieniędzy”). W utworze słyszalne są rytmiczne uderzenia bębna oraz donośnie pobrzmiewający flet.
W wywiadzie udzielanym Zane'owi Lowe Aguilera wyjawiła, że prace nad piosenką rozpoczęła wraz z Andersonem Paakiem, a jej specyfika ma wzbudzić w słuchaczu chęć do podjęcia pojedynku tanecznego (od anglojęzycznego dance off). Poza Paakiem i Aguilerą, utwór ma pięciu innych współautorów: są nimi Jonathan Park (pseud. Dumbfoundead), D'Anthony Carlos (tj. GoldLink), Sang Hyeon Lee, Tayla Parx oraz Whitney Phillips. Parx współpracowała nad piosenką „Accelerate”, którą wytypowano na pierwszy singel promujący album Liberation. Funkcję koproducencką powierzono duetowi Jonathan Park−BRLLNT. Sesje nagraniowe odbywały się w OBE Studios w Hollywood.

## Wydanie singla
Singel opublikowany został 7 czerwca 2018 w systemie digital download oraz w serwisach streamingowych, między innymi na Spotify i Google Play. Tego samego dnia miał swoją premierę na antenie stacji radiowej Beats 1, podczas audycji World Record by Zane Lowe. Na łamach witryn spin.com oraz papermag.com ogłoszono, że jest „Like I Do” czwartym singlem pochodzącym z albumu Liberation. Utwór wydano w charakterze singla promocyjnego; Mike Nied z serwisu Idolator nazwał „Like I Do” buzz-singlem. Nagranie emitowane było przez brytyjskie stacje radiowe: BBC Radio 1 oraz BBC 1Xtra.

## Opinie
W rankingu trzydziestu najlepszych utworów 2018 roku serwis popheart.pl przypisał piosence „Like I Do” miejsce piąte. Harrison Brocklehurst, dziennikarz portalu The Tab, wymienił utwór w rankingu najlepszych singli w karierze Aguilery.

### Recenzje
Utwór został pozytywnie oceniony przez krytyków muzycznych. W recenzji dla tygodnika Billboard Mackenzie Cummings-Grady określił „Like I Do” jako piosenkę spokojniejszą, „bardziej poskromioną” niż poprzednie single Aguilery, ale wciąż „pełną wigoru”. Paris Close, dziennikarz współpracujący z serwisem popcrush.com, pisał: „Nagranie przypomina, że nikt nie śpiewa o seksie lepiej niż Xtina”. Close chwalił utwór za flirciarski ton oraz brzmienie wykorzystanych w studiu instrumentów. W recenzji albumu Liberation, która ukazała się na łamach amerykańskiego dziennika Newsday, „Like I Do” opisano jako kompozycję „supernowoczesną”, zbudowaną na kanwie syntezatorowo-instrumentalnych riffów. Doceniono też „seksowne wersy” współautorstwa Aguilery (na przykład: „Jesteś znacznie fajniejszy, kiedy się nie odzywasz”). W magazynie Los Angeles Times zanotowano, że jest „Like I Do” „pulsującą” piosenką R&B −  „wyjątkowo współczesną” i znacznie bardziej złożoną niż można przypuszczać. Beat nagrania uznano za „uczuciowy”. Kish Lal, związana z czasopismem The Sydney Morning Herald, wskazała utwór jako główną atrakcję Liberation. Podobnego zdania był Trent Clark (HipHopDX), który pisał: „najlepszy kawałek na albumie Liberation, 'Like I Do', jest harmonijny i opiera się na wzajemnej rywalizacji Aguilery z GoldLinkiem. Oboje są równie utalentowani”. Jon Pareles z magazynu The New York Times nazwał piosenkę figlarną i pochwalił jej hook, a Mike Nied (Idolator) kwitował całość jako nagranie o „gładkiej, melodyjnej produkcji”. Według Shakiela Mahjouriego, piszącego dla portalu etcanada.com, utwór „emanuje pewnością siebie”.
Krytyk publikujący na łamach strony A Bit of Pop Music pozytywnie ocenił „nowocześnie brzmiącą produkcję muzyczną” oraz „zmysłowy” wokal Aguilery, ale wnioskował, że utwór „nie stanie się najbardziej pamiętnym urywkiem albumu Liberation”. Sebastian Mucha (popheart.pl) stwierdził, że w piosence „Like I Do” Aguilera „pokazuje zupełnie inny muzyczny świat i teksturę swojego głosu do tej pory nieznaną nawet najwierniejszym fanom”. Dylan Nguyen, redaktor portalu BuzzFeed, nazwał nagranie „arcydziełem współczesnego rhythm and bluesa”.

## Teledysk
20 czerwca 2018 roku w sieci pojawił się promocyjny wideoklip tekstowy (lyric video). Wersy piosenki prezentowane są w nim jako tło dla ujęć tańczącej pary. Mężczyzna i kobieta poruszają się w kuszący sposób, niejako toczą pojedynek taneczny. W krótszych sekwencjach namiętnie obejmują się pod natryskiem wody. Słowa utworu wyświetlane są też na starych odbiornikach telewizyjnych. Klip, utrzymany w czarno-białej kolorystyce, udostępniony został na oficjalnym kanale Aguilery w serwisie YouTube. Zdjęcia powstały w studio nagraniowym Please Space na nowojorskim Brooklynie; za reżyserię odpowiadali KIT Walters oraz fotografka tureckiego pochodzenia, Ece Gürlü.

### Współtwórcy
| - Reżyseria: Ece Gürlü, KIT Walters - Zdjęcia: Karleah „Kade” Del Moral - Produkcja: KIT Walters - Charakteryzacja: Maria Vintimilla | - Efekty wizualne: Ece Gürlü - Oświetlenie: Freddy Cintron - Tancerze: Triana Steward, Deshawn Da Prince - Agencja impresaryjna: Lark Creative |

## Promocja
31 maja 2018 w Los Angeles odbył się listening party, organizowany przez Pandorę, na którym zgromadzeni dziennikarze i fani Aguilery mogli posłuchać kolejnych piosenek z albumu Liberation (wówczas czekającego na premierę). Na spotkaniu obecna była sama artystka, która opowiadała o poszczególnych utworach. Jednym z nich był „Like I Do”.

## Lista utworów singla
Digital download
1. „Like I Do” (feat. GoldLink) − 4:49[26]

## Twórcy
Informacje za RCA Records oraz Tidal:
- Główne wokale: Christina Aguilera
- Producent: Anderson .Paak
- Koproducent: Jonathan Park (pseud. Dumbfoundead), BRLLNT
- Koproducent: BRLLNT
- Autor: Christina Aguilera, Anderson .Paak, Jonathan Park, D'Anthony Carlos, Sang Hyeon Lee, Tayla Parx, Whitney Phillips
- Wokale wspierające: GoldLink
- Inżynier dźwięku: Chris Galland, Manny Marroquin, Oscar Ramirez; współpr. Scott Desmarais, Robin Florent

## Pozycje na listach przebojów
| Kraj      | Notowanie (2018)  | Wydawca     | Najwyższa pozycja |
| --------- | ----------------- | ----------- | ----------------- |
| Chiny     | Airplay Chart     | Soundcharts | 182               |
| Indonezja | Top Digital Songs | LIMA        | 2                 |
| Kolumbia  | Airplay Chart     | Soundcharts | 156               |

Notowania radiowe/internetowe
| Kraj     | Notowanie (2018) | Wydawca   | Najwyższa pozycja | Data osiągnięcia pozycji szczytowej |
| -------- | ---------------- | --------- | ----------------- | ----------------------------------- |
| Filipiny | Hot 6@6          | Wave 89.1 | 1                 | 2018−06−27                          |

## Historia wydania
| Region | Data           | Format                      | Wytwórnia   |
| ------ | -------------- | --------------------------- | ----------- |
| Świat  | 7 czerwca 2018 | digital download, streaming | RCA Records |

## Informacje dodatkowe
- Utwór o podobnym tytule hiszpańskojęzycznym, „Como yo” (Jak ja), znalazł się na minialbumie Aguilery La Fuerza z 2022 roku[54].